# Uniwersytet Süleymana Demirela w Isparcie
Uniwersytet Süleymana Demirela w Isparcie (tur. Süleyman Demirel Üniversitesi) – drugi pod względem liczby studentów uniwersytet w Turcji, mieszczący się w Isparcie. Powstał na bazie działającej od 1976 Akademii Inżynieryjno-Architektonicznej. W 1992 parlament turecki uchwalił ustawę 3837, powołującą do życia 22 nowe uniwersytety, w tym uniwersytet w Isparcie. W skład uczelni wchodzi obecnie siedemnaście wydziałów. Uniwersytet specjalizuje się w badaniach z zakresu biotechnologii i ochrony środowiska. Główny kampus uczelni zajmuje powierzchnię 30 tys. m.kw. i mieści się w dzielnicy Çünür, na przedmieściach Isparty. 
W marcu 2016 kilku przedstawicieli władz uczelni, łącznie z b. rektorem Hasanem İbicioğlu została aresztowana przez policję turecką pod zarzutem prowadzenia działalności antypaństwowej (kontakty z Fethullahem Gülenem). W grudniu 2017 sąd skazał İbicioğlu na 27 lat i 9 miesięcy więzienia.

## Struktura
1. Wydział Edukacji Technicznej
2. Wydział Inżynierii i Architektury
3. Wydział Komunikacji
4. Wydział Leśny
5. Wydział Medyczny
6. Wydział Nauk Ekonomicznych i Administracyjnych
7. Wydział Nauk Medycznych
8. Wydział Nauk i Sztuk
9. Wydział Nauk o Zdrowiu
10. Wydział Prawniczy
11. Wydział Pedagogiczny
12. Wydział Rolniczy
13. Wydział Rybołówstwa
14. Wydział Stomatologiczny
15. Wydział Sztuk Pięknych
16. Wydział Technologiczny
17. Wydział Teologiczny

## Współpraca międzynarodowa
Uniwersytet w Isparcie współpracuje z 26 uniwersytetami w Azji, Europie i Ameryce Północnej. Na liście uczelni partnerskich znajdują się dwie polskie uczelnie: Uniwersytet Warszawski i Uniwersytet Łódzki.

## Doktoraty honorowe uniwersytetu w Isparcie
- Filiz Akın – aktorka
- Heydər Əliyev – b.prezydent Azerbejdżanu
- Jerzy Buzek
- Pier Ugo Calzolari – włoski inżynier
- Rauf Denktaş – pierwszy prezydent Tureckiej Republiki Cypru Północnego
- Fatma Girik – aktorka
- Ahmet Kanneci – muzyk, gitarzysta
- Hülya Koçyiğit – aktorka
- Andrew Mango – brytyjski historyk
- Justin A. McCarthy – historyk amerykański
- İsmet Sezgin – polityk turecki
- Türkan Şoray – aktorka
- Şarık Tara – przedsiębiorca
- Selçuk Yaşar – przedsiębiorca